# Gildia (historia)
Gildia (niem. Gilde – związek); także konfraternia (z łac. współbractwo) – w średniowiecznej Europie stowarzyszenie o charakterze obronnym, religijnym lub towarzyskim.
W XI w. kupiectwo stało się najbogatszą warstwą miejskiej społeczności. Wobec dużego zagrożenia, jakie stanowiły na drogach bandy rabusiów, kupcy organizowali się w gildie, wspólnie ponosząc koszty organizowania podróży i gromadzenia towarów, dzięki czemu rozkładało się ryzyko związane z handlem.
Nazwą tą określano w północnej Europie także cechy rzemieślnicze.
Polska nazwa „giełda” pochodzi od dolnoniemieckiego słowa „die Gilde”, a ta ze staroskandynawskiego gildi – oznaczająca zebranie, stowarzyszenie, następnie cech rzemieślniczy.

## Gildie kupieckie
Gildie kupieckie (dzisiejsze kongregacje kupieckie) istniały na ziemiach polskich od czasów przedlokacyjnych, a następnie od XIV do XIX w., kiedy je wyparły nowoczesne organizacje o większym zasięgu (np. izby przemysłowo-handlowe, zgromadzenia kupców). Na ziemiach polskich gildie istniały we wszystkich dużych miastach (Kraków, Lwów, Gdańsk). Ze względu na rodzaj wyróżniało się:
- gildie ogólne, które łączyły kupców różnych specjalności
- gildie wyspecjalizowane występujące, gdy kupcy w danym mieście byli bardzo wyspecjalizowani (dla przykładu gildie handlujących solą prasołów np. w Opocznie od 1456, w Piotrkowie od 1530, w Wieluniu od 1579)
- gildie według kierunku handlu, czyli w zależności od krain, z którymi handlowano (np. gildie skupiające kupców jeżdżących do Skanii, Nowogrodu Wielkiego lub Flandrii w takich miastach jak Gdańsk, Elbląg, czy Szczecin)

## Gildie rzemieślnicze
Gildie rzemieślnicze (dzisiejsze cechy rzemiosł) powstawały w celu ochrony interesów gospodarczych poszczególnych grup zawodowych – rzemieślników (takich jak np. złotnicy, piekarze). Ustanawiały one monopol dla każdego zawodu i rzemiosła. W Polsce gildie rzemieślnicze były bardzo popularne, dla przykładu w Krakowie w XV w. było ich 60, w Toruniu w 1650 było ich 70, a we Lwowie w 1661 było ich 38.

## Gildie malarzy
Przyszły artysta przyjmowany był do gildii jako terminator. Po zazwyczaj sześcioletnim okresie nauki, prezentował swoją pracę i uzyskiwał tytuł mistrza, co dawało mu prawo do otworzenia własnego warsztatu. Synowie mistrzów (jak np. synowie Quentina Massysa) zapisywani byli do gildii od razu z tytułem mistrza. Prawa mistrzowskie można było uzyskać w wielu miastach.
Cechy malarzy posiadały własne archiwa. Najbardziej obszerne archiwum znajdowało się w Antwerpii i było własnością Gildii św. Łukasza.
Pod koniec XVI wieku w dokumentach gildii zaczęto zastępować słowo „rzemieślnik” słowem „artysta”.